# Street-Legal
Street-Legal (англ. По уличным правилам) — восемнадцатый студийный альбом американского автора-исполнителя Боба Дилана. Выпущен в июне 1978 года на лейбле Columbia Records. В этом альбоме Дилан отступил от привычного стиля. Он использовал большую поп-рок группу и впервые применил женский бэк-вокал.
В отличие от предыдущего альбома Desire, Street-Legal был встречен более прохладной критикой, хотя диск по-прежнему имел коммерческий успех, получив золотой статус в США и платиновый в Великобритании. Многие критики со временем дали альбому более положительную оценку после его перевыпуска в 1999 году в ремикшированном и ремастированном виде.

## Об альбоме
Диск записан Filmways/Heider на студии Rundown Studios в Санта-Монике, Калифорния. Вслед за успешными Blood on the Tracks и Desire, Street-Legal был ещё одной успешной в коммерческом отношении записью (хотя и в меньшей степени), но в билбордовских чартах альбом не поднялся выше 11-й позиции, став таким образом первым с 1964 года студийным альбомом Дилана, не попавшем в десятку. Между тем в Британии он достиг 2-й позиции (лучший результат за 8 лет) и достиг платинового статуса, будучи распроданным тиражом более 300 000 копий.

## Список композиций
Слова и музыка всех песен — Боб Дилан.
| №  | Название                 | Дата записи         | Длительность |
| -- | ------------------------ | ------------------- | ------------ |
| 1. | «Changing of the Guards» | 27 апреля 1978 года | 6:36         |
| 2. | «New Pony»               | 1 мая 1978 года     | 4:28         |
| 3. | «No Time to Think»       | 27 апреля 1978 года | 8:19         |
| 4. | «Baby, Stop Crying»      | 28 апреля 1978 года | 5:17         |

| №                   | Название                                             | Дата записи         | Длительность |
| ------------------- | ---------------------------------------------------- | ------------------- | ------------ |
| 1.                  | «Is Your Love in Vain?»                              | 28 апреля 1978 года | 4:30         |
| 2.                  | «Señor (Tales of Yankee Power)»                      | 28 апреля 1978 года | 5:42         |
| 3.                  | «True Love Tends to Forget»                          | 27 апреля 1978 года | 4:14         |
| 4.                  | «We Better Talk This Over»                           | 26 апреля 1978 года | 4:04         |
| 5.                  | «Where Are You Tonight? (Journey Through Dark Heat)» | 27 апреля 1978 года | 6:16         |
| Общая длительность: | Общая длительность:                                  | Общая длительность: | 49:26        |

## Участники записи
Приведены по сведениям книги Клинтона Хейлина Bob Dylan: A Life in Stolen Moments: Day by Day 1941—1995 и сайта Улофа Бьорнера, нумерация треков указана по изданию в формате компакт-диска.
Музыканты:
- Боб Дилан — ведущий вокал, ритм-гитара

| - Билли Кросс — соло-гитара (все песни) - Стивен Соулз — ритм-гитара (все песни), бэк-вокал (в песнях 3, 5, 9) - Джерри Шефф — бас-гитара (все песни) - Иэн Уоллес — ударные (все песни) - Алан Паскуа — орган (в песнях 1, 2, 4, 5, 7, 9), фортепиано (в песнях 2, 3, 6), клавишные (в песне 8) - Бобби Холл — перкуссия (в песнях 3, 4, 5), конги (в песнях 1, 2, 6, 8, 9), бубен (в песне 7) - Дэвид Мэнсфилд — скрипка (в песнях 2, 3, 8, 9), мандолина (в песнях 3, 4, 5, 6), электрогитара (в песнях 1, 8) - Стив Дуглас — тенор-саксофон (в песнях 2, 4, 5, 7), сопрано-саксофон (в песнях 3, 6, 9), альт-саксофон (в песне 1) - Стив Мадайо — труба (в песне 5) - Кэролайн Деннис — бэк-вокал (все песни) - Джоэнн Харрис — бэк-вокал (все песни) - Хелена Спрингс — бэк-вокал (все песни) | Технический персонал: - Дон ДеВито — продюсер - Артур Розато — менеджмент - Мэри Элис Артес — менеджмент - Ава Мегна — менеджмент - Ларри Кеган — менеджмент - Бифф Доус — звукорежиссёр - Стэн Калина — мастеринг-инженер - Майкл Брауэр — ремикширование - Райан Хьюитт — ремикширование |

## Позиции в хит-парадах и коммерческие показатели
| Год  | Хит-парад                           | Высшая позиция | Пребывание в чарте |
| ---- | ----------------------------------- | -------------- | ------------------ |
| 1978 | Австралия (Kent Music Report)       | 5              | нет данных         |
| 1978 | Австрия (Ö3 Austria)                | 7              | 20 недель          |
| 1978 | Великобритания (UK Albums Chart)    | 2              | 20 недель          |
| 1978 | Италия (Musica e dischi)            | 10             | 10 недель          |
| 1978 | Испания (PROMUSICAE)                | 2              | нет данных         |
| 1978 | Канада (RPM Albums Chart)           | 4              | 19 недель          |
| 1978 | Нидерланды (Album Top 100)          | 5              | 20 недель          |
| 1978 | Новая Зеландия (RMNZ)               | 7              | 19 недель          |
| 1978 | Норвегия (VG-lista)                 | 3              | 22 недель          |
| 1978 | США (Billboard Top LPs & Tape)      | 11             | 23 недель          |
| 1978 | Финляндия (Suomen virallinen lista) | 5              | 28 недель          |
| 1978 | ФРГ (Offizielle Top 100)            | 16             | 12 недель          |
| 1978 | Швеция (Sverigetopplistan)          | 4              | 7 недель           |

| Хит-парад (1978)           | Позиция |
| -------------------------- | ------- |
| Канада (RPM Year-End)      | 56      |
| Нидерланды (Album Top 100) | 28      |
| Новая Зеландия (RMNZ)      | 24      |

| Регион | Сертификация | Продажи  |
| --- | ------------ | -------- |
| Австралия (ARIA) | Платиновый   | 70 000^  |
| Великобритания (BPI) | Платиновый   | 300 000^ |
| Канада (Music Canada) | Платиновый   | 100 000^ |
| Норвегия (IFPI Norway)                                                                                                   | Золотой      | 50 000   |
| США (RIAA) | Золотой      | 500 000^ |
| Франция (SNEP) | Золотой      | 100 000* |
| * Данные о продажах приведены только на основе сертификации. ^ Данные о тиражах приведены только на основе сертификации. |              |          |